# Rolf Lyssy
 (mai 2024).
Si vous disposez d'ouvrages ou d'articles de référence ou si vous connaissez des sites web de qualité traitant du thème abordé ici, merci de compléter l'article en donnant les références utiles à sa vérifiabilité et en les liant à la section « Notes et références ».
Rolf Lyssy (né le 25 février 1936 à Zurich) est un auteur et réalisateur suisse. Avec Thomas Koerfer, Kurt Gloor, Fredi Murer, Markus Imhoof et Daniel Schmid il est considéré comme l’un des fondateurs du jeune cinéma suisse alémanique.

## Biographie
Après une formation de photographe, il travaille de 1956 à 1963 comme assistant de caméra pour des films de fiction et documentaires divers. En 1964 il est l’assistant de caméra d'Alain Tanner pour le film Les Apprentis.
En 1968 il débute avec le film de fiction Eugen heisst wohlgeboren et a avec Konfrontation (1975) son premier succès en tant qu’auteur et réalisateur. Son film Die Schweizermacher (Les Faiseurs de Suisses, 1978) est une parodie sur les habitudes de naturalisation suisses. Encore aujourd’hui, ce film est considéré comme l’un des plus grands succès publics du cinéma suisse.
En 2001, il publie son premier livre, Swiss Paradise, où il raconte sa vie et la grave dépression qu’il a traversée.
Rolf Lyssy vit et travaille à Zurich.

## Filmographie
- 2020 : Eden für Jeden, fiction
- 2017 : Une dernière touche, fiction
- 2011 : Ursula - Leben im Anderswo, documentaire
- 2009 : Hard(ys) Life - Blicke ins Leben eines Mundhandwerkers, documentaire
- 2006 : Die Vitusmacher, documentaire sur le tournage du film Vitus de Fredi Murer
- 2004 : Wäg vo de Gass, documentaire
- 1994 : Ein klarer Fall, fiction
- 1992 : Ein Trommler in der Wüste, documentaire
- 1989 : Leo Sonnyboy, fiction (Prix du public au Festival International du Film de Comédie de Vevey)
- 1983 : Teddy Bär, fiction (Prix du jury, Festival International du Film de Comédie de Vevey)
- 1981 : Kassettenliebe, fiction
- 1978 : Die Schweizermacher (Les Faiseurs de Suisses), fiction (Prix de la critique et du film d‘art et d'essai à Chamrousse, Filmgildepreis der deutschen Filmkunsttheater)
- 1975 : Konfrontation, fiction (Qualitätsprämie EDI)
- 1971 : Vita Parcoeur, court-métrage (Qualitätsprämie EDI, Jurypreis Sportfilmtage Oberhausen)
- 1968 : Eugen heisst wohlgeboren, fiction